# 김택기
김택기(金宅起, 1950년 7월 3일~)는 대한민국의 정치인이다. 제16대 국회의원을 지냈다.
호는 성담(性潭), 본관은 강릉이다. 강원도 동해에서 태어났다.

## 약력
- 서울교동초등학교 졸업
- 중앙중학교 졸업
- 중앙고등학교 졸업
- 1987년 고려대, 국민대, 한국외국어대, 강원대학교 강의
- 1991년 동부애트나생명보험주식회사 사장
- 1992년 동부고속주식회사사장
- 1993년 한국자동차보험주식회사 사장
- 2000년 제16대 국회의원
- 2000년 국회 운영위원회 위원
- 2000년 국회 산업자원위원회 위원
- 2001년 국회 재정관련3법 법안심사소위원회 위원
- 2001년 국회 기후변화협약대책특별위원회 위원
- 2002년 새천년민주당 기획조정위원회 위원장
- 2003년 열린우리당 정강정책위원회 위원장
- 2005년 강원대학교 정치외교학과 초빙교수
- 2006년 열린우리당 탈당
- 2008년 1월, 한나라당에 입당하려 했으나 한나라당 강원도당에서 입당을 보류했다.[1] 그러나, 3월에 한나라당의 제18대 국회의원 후보로 공천 받아 한나라당 입성에 성공했다.[2] 선거 운동 도중 금품 살포 등을 선관위에 적발돼 후보직을 사퇴하고 공천권도 반납했다.[3]

## 가족 관계
- 아버지: 김진만
- 형: 김준기 (동부그룹 회장)
- 자녀: 본인과 전처 이양희(李亮喜, 성균관대학교 생활과학부 아동학전공 교수, 이철승의 딸)사이에 1남 1녀

## 역대 선거 결과
|  | 33.67% |

|  | 58.41% |